# Запис липа (Горњи Рачник)
Запис липа (Горњи Рачник) се налази на парцели чији је власник Град Јагодина.

## Локација
| Општина             | Јагодина                                                         |
| Катастарска општина | Горњи Рачник                                                     |
| Потес               | Село                                                             |
| Координате          | 44° 02′ 00″ С; 21° 09′ 16″ И / 44.0334° С; 21.154499999999999° И |
| Надморска висина    | 255m                                                             |

## Карактеристике
Дендрометријске вредности утврђене на терену и сателитским снимцима:
| Стабло                     | Липа |
| Висина стабла              | m    |
| Обим дебла                 | m    |
| Пречник крошње             | 11m  |
| Пречник дебла              | m    |
| Висина дебла до прве гране | m    |

## База записа
Запис је у оквиру Викимедија пројекта "Запис - Свето дрво" заведен под редним бројем 0256.